# Crockerella crystallina
Crockerella crystallina is een slakkensoort uit de familie van de Clathurellidae. De wetenschappelijke naam van de soort is voor het eerst geldig gepubliceerd in 1865 door Gabb.